# STS-39
إس تي إس-37 (بالإنجليزية: STS-37)‏ الرحلة الأربعون ضمن برنامج مكوك الفضاء لوكالة ناسا، والرحلة الثانية عشر على متن مكوك الفضاء ديسكفري، انطلقت الرحلة في 28 أبريل 1991 من مركز كينيدي للفضاء ، وهبطت بتاريخ 6 مايو في مركز كينيدي للفضاء أيضاً، هدف الرحلة إجرآء عدد من تجارب الحمولة لمصلحة وزارة الدفاع، بلغ عدد الرواد المشاركين في الرحلة سبعة رواد ضمت عدداً من الضباط.